# Latimer County
Latimer County ist ein County im Bundesstaat Oklahoma der Vereinigten Staaten. Der Sitz der Countyverwaltung (County Seat) befindet sich in Wilburton. Das U.S. Census Bureau hat bei der Volkszählung 2020 eine Einwohnerzahl von 9.444 ermittelt.

## Geographie
Das County liegt im Südosten von Oklahoma, ist im Osten etwa 60 km von Arkansas entfernt und hat eine Fläche von 1888 Quadratkilometern, wovon 18 Quadratkilometer Wasserfläche sind. Es grenzt im Uhrzeigersinn an folgende Countys: Haskell County, Le Flore County, Pushmataha County und Pittsburg County.

## Geschichte
Latimer County wurde 1902 als Original-County aus Choctaw-Land gebildet. Benannt wurde es nach James S. Latimer einem Mitglied der Verfassunggebenden Versammlung ("Constitutional Convention") von Oklahoma.

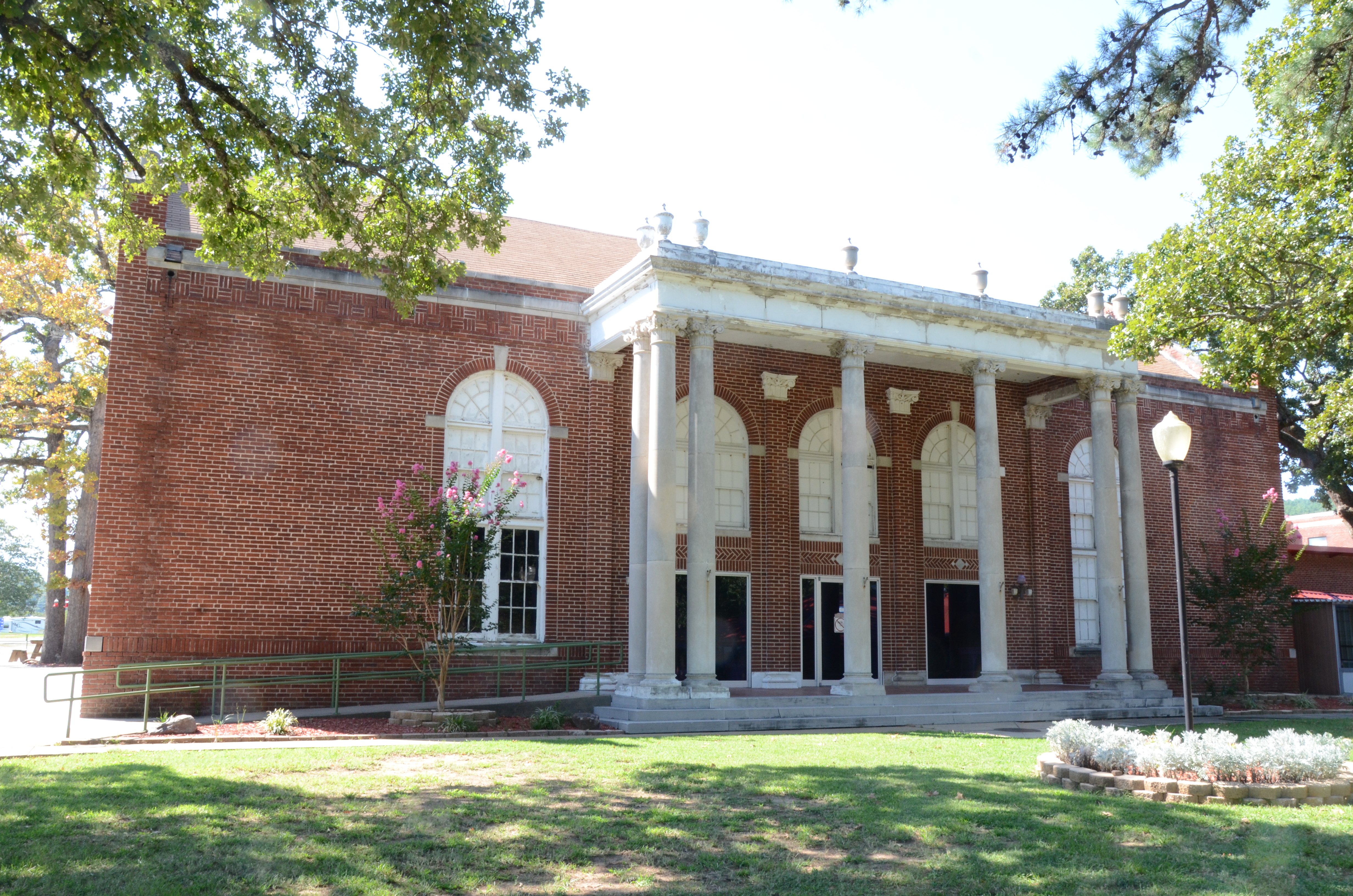
Das Eastern Oklahoma Tuberculosis Sanatorium ist einer von 21 Einträgen des Countys im NRHP.

21 Bauwerke und Stätten des Countys sind im National Register of Historic Places (NRHP) eingetragen (Stand 2. Juni 2018).

## Demografische Daten

Alterspyramide des Latimer County

Nach der Volkszählung im Jahr 2000 lebten im Latimer County 10.692 Menschen in 3.951 Haushalten und 2.868 Familien. Die Bevölkerungsdichte betrug 6 Einwohner pro Quadratkilometer. Ethnisch betrachtet setzte sich die Bevölkerung zusammen aus 73,01 Prozent Weißen, 0,96 Prozent Afroamerikanern, 19,42 Prozent amerikanischen Ureinwohnern, 0,18 Prozent Asiaten, 0,01 Prozent Bewohnern aus dem pazifischen Inselraum und 0,51 Prozent aus anderen ethnischen Gruppen; 5,91 Prozent stammten von zwei oder mehr Ethnien ab. 1,53 Prozent der Bevölkerung waren spanischer oder lateinamerikanischer Abstammung.
Von den 3.951 Haushalten hatten 32,2 Prozent Kinder unter 18 Jahre, die im Haushalt lebten. 56,9 Prozent waren verheiratete, zusammenlebende Paare, 11,5 Prozent waren allein erziehende Mütter. 27,4 Prozent waren keine Familien, 24,9 Prozent waren Singlehaushalte und in 12,3 Prozent der Haushalte lebten Menschen im Alter von 65 Jahren oder darüber. Die durchschnittliche Haushaltsgröße betrug 2,54 und die durchschnittliche Familiengröße betrug 3,00 Personen.
25,7 Prozent der Bevölkerung waren unter 18 Jahre alt, 11,4 Prozent zwischen 18 und 24, 24,2 Prozent zwischen 25 und 44, 22,5 Prozent zwischen 45 und 64 und 16,1 Prozent waren 65 Jahre oder älter. Das Durchschnittsalter betrug 37 Jahre. Auf 100 weibliche Personen kamen 97,5 männliche Personen. Auf 100 Frauen im Alter von 18 Jahren oder darüber kamen 94,7 Männer.
Das jährliche Durchschnittseinkommen eines Haushalts betrug 23.962 USD und das durchschnittliche Einkommen einer Familie betrug 29.661 USD. Männer hatten ein durchschnittliches Einkommen von 27.449 USD gegenüber den Frauen mit 19.577 USD. Das Prokopfeinkommen betrug 12.842 USD. 19,0 Prozent der Familien und 22,7 Prozent der Bevölkerung lebten unterhalb der Armutsgrenze.